# زومان سام
زومان سام (بالإنجليزية: Zooman Sam)‏ هي رواية أطفال صدرت عام 1999 للكاتبة لويس لوري، وتُعد جزءًا من سلسلة ألّفتها لوري عن شخصية أنستاسيا وأخيها الأصغر سام.

## ملخص القصة
تركز القصة على سام كروبنيك، طالب الصف الأول المتحمس والمبدع، الذي يولي اهتمامًا كبيرًا بالحيوانات ويحلم بأن يصبح أمين حديقة حيوان. يستعد صفه للاحتفال بـيوم المهن المستقبلية، ويشعر سام بالحماس لتقديم اختياره المهني خلال هذا الحدث.
تبدأ مغامرة سام بقراره ارتداء زي أمين حديقة الحيوانات لتقديم عرضه. بمساعدة أسرته، قام بصنع زي مفصل وواقعي، متضمنًا قبعة سفاري وشارة تعريفية. أثناء تحضيره ليوم العرض، انغمس سام في دراسة مختلف الحيوانات وبيئاتها وسلوكياتها، وشارك زملاءه في الصف المعرفة الجديدة التي اكتسبها.
على مدار القصة، يبرز حماس سام وتفانيه في تجسيد شخصيته كـزومان مدى إبداعه وعزيمته. يقوم سام بالتدرب على عرضه بعناية، مدهشًا معلمه وزملاءه بشغفه تجاه الحيوانات. تلتقط الرواية جوهر حماسة الطفل الصغير تجاه مستقبله وفرحة مشاركة اهتماماته مع الآخرين.
تعدّ رواية زومان سام قصة ساحرة ودافئة، تؤكد على أهمية اتباع المرء لشغفه والفرحة الناتجة عن التعلم ومشاركة المعرفة. كما تسلط الضوء على البيئة الداعمة والمحبّة التي يوفرها أفراد أسرة سام، حيث يشجعون أحلامه ويساعدونه على تحقيق رؤيته.

## الاستقبال
لاقت رواية زومان سام تقييمات متنوعة من النقاد. أشارت مجلة مراجعات كيركس إلى أن القصة تتطور بوتيرة متأنية، والقصة قصيرة، وتكاد القصة الجانبية المتعلقة بتدريب كلب العائلة أن لا تُذكر، وأضافت أن الأحداث تفقد بعض الزخم قبل نهاية الرواية. ومع ذلك، اعتبرت المجلة أن محبي سلسلة كتب سام قد يجدون رضاهم في النهاية، التي تم التمهيد لها بشكل جيد لكنها ما تزال مفاجئة. وقد تحدث روب ريد بشكل إيجابي عن الرواية قائلاً: أنّ الـمشاهد مضحكة للغاية، وستجعل الأطفال في المرحلة الابتدائية يضحكون.